# Limnophila edita
Limnophila edita là một loài ruồi trong họ Limoniidae. Chúng phân bố ở miền Australasia.